# Hanna Ekström
Hanna Ekström (* 25. Dezember 1972 in Helsinki) ist eine ehemalige finnische Fußballspielerin.

## Karriere

### Vereine
Ekström begann in Puistolan, einem Stadtteil des nordöstlichen Helsinkier Großbezirks Suurmetsä, beim dort ansässigen Sportverein Puistolan Urheilijat mit dem Fußballspielen. Im Alter von 22 Jahren wurde sie von der Frauenfußballabteilung des HJK Helsinki verpflichtet. Für den Verein bestritt sie ihre ersten sechs Spielzeiten im Seniorinnenbereich und trug zu fünf Meisterschaften in Folge und zwei Pokalsiegen bei; im Finale 1998 und 1999 wurden MPS Helsinki und United Pietarsaari jeweils mit 3:1 bezwungen. Während ihrer Vereinszugehörigkeit wurde sie 1996 und 1998 zur Fußballspielerin des Jahres gewählt. Nach Vantaa gelangt, war sie in der Spielzeit 2000 für den dort ansässigen Erstligakonkurrenten AC Vantaa aktiv. Nach Helsinki zurückgekehrt, war sie in der Spielzeit 2001, ihrer letzten, Spielerin des Malmin Palloseura, für den sie ebenfalls in der SM-Sarja, der seinerzeit höchsten Spielklasse im finnischen Frauenfußball, aktiv gewesen ist. Mit dem AC Vantaa und dem MPS Helsinki belegte sie jeweils den dritten Platz.

### Nationalmannschaft
Ekström bestritt 37 Länderspiele für die A-Nationalmannschaft, in denen ihr sieben Tore gelangen. Ihren letzten Einsatz als Nationalspielerin hatte sie am 13. Oktober 2001 in Helsinki bei der 0:6-Niederlage gegen die A-Nationalmannschaft Dänemarks im dritten Spiel der WM-Qualifikationsgruppe 2 der Klasse A.

## Erfolge
- Finnischer Meister 1995, 1996, 1997, 1998, 1999
- Finnischer Pokalsieger 1998, 1999
- Torschützenkönigin der SM-Sarja 1996, 1998

## Auszeichnung
- Finnische Fußballspielerin des Jahres 1996, 1998